# Anaheim Ducks
Gli Anaheim Ducks, noti fino alla fine della stagione 2006 come Mighty Ducks of Anaheim, sono una squadra di hockey su ghiaccio della NHL con sede ad Anaheim.
I Ducks competono nella National Hockey League (NHL), facendo parte della Pacific Division nella Western Conference. Giocano le proprie partite casalinghe presso l'Honda Center di Anaheim (California) e sono di proprietà di Henry Samueli e di sua moglie Susan. I Ducks hanno due squadre affiliate, ovvero i San Diego Gulls (che militano nell'American Hockey League, la AHL) e i Tulsa Oilers (che competono nella East Coast Hockey League, la ECHL). Insieme ai Los Angeles Kings, gli Anaheim Ducks hanno sede nella cosiddetta Greater Los Angeles, la grande area metropolitana facente parte della capitale californiana.
I Ducks sono nati come expansion team nella stagione 1993-1994 grazie alla volontà della Walt Disney Company con il nome di Might Ducks of Anaheim, nome scelto sulla scorta del film del 1992 (prodotto dalla stessa Disney) The Might Ducks. Nel 2005 la Disney ha quindi ceduto la proprietà della squadra alla famiglia Samueli che (insieme all'allora general manager Brian Burke) semplificarono il nome della squadra nell'attuale Anaheim Ducks prima della stagione 2006-2007.
Nella loro storia, i Ducks hanno ottenuto sei titoli della Pacific Division riuscendo a raggiungere le finali di Stanley Cup per due volte: nella prima occasione, nel 2003, persero contro i New Jersey Devils, mentre la seconda volta, nel 2007, riuscirono a battere gli Ottawa Senators aggiudicandosi il campionato (in tal modo i Ducks diventarono la prima delle tre squadre californiane a vincere il titolo). In entrambe le finali, due giocatori dei Ducks hanno ottenuto il Conn Smythe Trophy, ovvero il titolo di miglior giocatore delle finali di Stanley Cup: nel 2003 se lo aggiudicò Jean-Sébastien Giguère, mentre nel 2007 Scott Niedermayer.

## Storia

### I primi anni della franchigia (1993-1996)
I Ducks sono nati nel 1993 per volontà della Walt Disney Company, che nel dicembre 1992 ha ottenuto il diritto di entrare a far parte della NHL insieme ad un'altra squadra con sede a Miami di proprietà di Wayne Huizenga (che in futuro prenderà il nome di Florida Panthers). Per l'ingresso nella NHL, la Walt Disney si è impegnata a pagare una somma di 50 milioni di dollari, di cui 25 versati nelle casse dei Los Angeles Kings, squadra che si trova nella stessa area geografica e che ha ricevuto tale somma come una sorta di "indennizzo" per dividere con la nuova squadra il mercato. Il 1º marzo 1993 è stato annunciato il nome della nuova squadra in un'appena costruita Anaheim Arena (a breve distanza da Disneyland e dall'Angel Stadium), ovvero quello di Mighty Ducks of Anaheim, ispirandosi al titolo del film Disney del 1992 The Mighty Ducks, che racconta la storia di una squadra di giovani ragazzi poco talentuosi che, grazie all'aiuto di un nuovo allenatore, riescono a vincere il campionato. Come presidente della squadra viene nominato Tony Tavares, un manager sportivo di lungo corso che ha spesso operato nella regione di Philadelphia., mentre nella carica di general manager viene scelto Jack Ferreira (che in precedenza aveva avuto un ruolo fondamentale nelle prime fasi di vita dei San Jose Sharks). Il primo head coach della squadra è Ron Wilson. Per formare il primo roster della squadra, i Ducks (insieme ai Florida Panthers) partecipano al NHL Expansion Draft 1993 e al successivo NHL Entry Draft 1993. Concentrandosi soprattutto sul reparto difensivo, nell'Expansion Draft i Ducks selezionano i portieri Guy Hebert e Glenn Healy, insieme a Alexei Kasatonov e Steven King. Nel Draft, invece, con la quarta scelta assoluta i Ducks scelgono Paul Kariya, che inizierà a giocare soltanto nel 1994 ma che diventerà la futura bandiera della squadra per molti anni. Con solo 7,9 milioni di dollari, i Ducks hanno il più basso payroll di tutta la lega.
Sotto la guida del capitano Troy Loney, i Ducks chiudono la prima stagione della loro storia con un record di 33-46-5, il numero più alto di vittorie mai ottenuto da una nuova squadra in NHL (record condiviso con i Florida Panthers). In 41 partite casalinghe totali, ben 27 vedono il tutto esaurito nella Arrowhead Pond decretando il successo di pubblico della squadra, aiutato anche dalla galassia di negozi della Disney che spingono il merchandising della squadra.
La stagione 1994-1995 (accorciata dal lockout) vede l'esordio della futura bandiera Paul Kariya, che in 47 partite segna 18 goal e 21 assist, per un totale di 39 punti. La squadra totalizza un record stagionale di 16-27-5.

### L'era di Paul Kariya (1996-2003)
La stagione 1995-1996 è quella della definitiva consacrazione di Paul Kariya, che viene addirittura selezionato per giocare nell'All-Star Game 1996 come unico rappresentante dei Ducks grazie ai suoi 51 punti (23 gol e 28 assist) in 42 gare disputate fino al gennaio 1996 (giocando in una squadra, oltretutto, non nota per una grande produzione offensiva). A metà stagione i Ducks chiudono una trade con i Winnipeg Jets che avrà importanti sviluppi per il futuro della squadra: i Ducks cedono ai Jets Chad Kilger, Oleg Tverdovsky e una scelta al 3º giro del Draft 1997, e in cambio ricevono Marc Chouinard, una scelta al 4º giro del Draft e quella che diventerà un'altra bandiera della squadra, Teemu Selanne. Insieme a Kariya e al centro Steve Rucchin, Selanne costituirà una delle più forti linee d'attacco di tutta la lega negli anni a venire. La stagione 1995-96 si chiuderà comunque non in maniera positiva, perdendo la possibilità di accedere ai playoff nelle ultime gare di regular season (a cui accederanno proprio i Winnipeg Jets).
Con il ritiro di Randy Ladouceur, Paul Kariya diventa il nuovo capitano dei Ducks a partire dalla stagione 1996-1997, guidandoli alla loro prima partecipazione ai playoff della squadra dopo aver totalizzato un record stagionale di 36-33-13, sufficiente per avere il vantaggio casalingo nel primo turno di playoff contro i Phoenix Coyotes. Con la serie sul 3-2 per i Coyotes, in gara 6 Kariya segna il gol vittoria all'overtime e porta i Ducks in gara 7 vincendo anche quest'ultima. L'avventura ai playoff dei Ducks si interrompe però alle successive semifinali di Western Conference, dove vengono battuti nettamente 4-0 dai Detroit Red Wings. Dopo l'eliminazione, il coach Ron Wilson dichiara pubblicamente di essere interessato ad allenare i Washington Capitals e viene rimosso dall'incarico, sostituito da Pierre Pagé. Nella stagione 1997-1998 Paul Kariya si trova ai ferri corti con la dirigenza dei Ducks per il rinnovo del suo contratto e salta le prime 32 partite di regular season. La squadra risente dell'assenza del suo capitano e parte male. Kariya ritorna in campo a dicembre, ma nel successivo febbraio un pericoloso trauma cranico (subito dal cross-checking di Gary Suter dei Chicago Blackhawks) lo costringe di nuovo lontano dalla pista per tutto il resto della stagione. In un'annata con il proprio capitano entrato in campo soltanto 22 volte, i Ducks rimangono fuori dai playoff e la dirigenza decide di allontanare l'allenatore Pagé. Con l'arrivo del nuovo head coach Craig Hartsburg, nella stagione successiva 1998-1999 i Ducks tornano ai playoff ma vengono subito eliminati ai quarti di finale ancora dai Detroit Red Wings.
Nella stagione 1999-2000, nonostante i Ducks totalizzino lo stesso numero di punti della stagione precedente (e segnino un numero di gol più alto dei futuri campioni di conference, i Dallas Stars) non riescono ad accedere ai playoff grazie al fatto di un livello più alto raggiunto dalle squadre della Western Conference, e finiscono ad un solo punto in meno dei San José Sharks (rivali di division). Nella stagione successiva, 2000-2001, i Ducks non rispettano le aspettative su di loro, con Kariya e Selanne che totalizzano un numero di punti ancora inferiore rispetto alla stagione precedente (Kariya da 86 a 67, mentre Selanne da 85 a 57). Con le proprie bocche di fuoco appannate, la stagione dei Ducks risulta fallimentare e la dirigenza decide per un repentino cambio di rotta: oltre al licenziamento dell'allenatore durante la stagione, i Ducks chiudono una trade con i San José Sharks nella quale cedono Teemu Selanne in cambio di Jeff Friesen, Steve Shields e una scelta al 2º giro del successivo Draft. I Ducks chiudono la stagione all'ultimo posto della Western Conference con un record stagionale negativo. Con la stagione 2001-2002 i Ducks nominano il loro nuovo allenatore, trovandolo in Bryan Murray, ma i numeri offensivi di Paul Kariya (anche per l'assenza di Selanne) continuano a diminuire drammaticamente e i Ducks terminano la stagione con un deludente 13º posto nella Western Conference.

### Campioni dellaWestern Conference(2002-2003)
Con la stagione 2002-2003 la dirigenza dei Ducks decide un nuovo cambio di allenatore, nominando head coach Mike Babcock. In stagione regolare la squadra ottiene un record di 40-27-9-6, ottenendo il 7º posto e la tanto agognata qualificazione ai playoff con 95 punti. Al primo turno i Ducks si trovano ad affrontare nuovamente i Detroit Red Wings, detentori della Stanley Cup. Contro ogni pronostico, i Ducks battono i Red Wings con un nettissimo 4-0, con Steve Rucchin che segna il gol decisivo in gara 4 all'overtime. Al turno successivo si trovano di fronte i Dallas Stars. Gara 1 viene vinta dai Ducks con un gol al quinto overtime di Petr Sykora (ad oggi è la quarta gara più lunga mai disputata nella storia dei playoff NHL). Grazie al risultato di 4-2 nella serie i Ducks battono anche i Dallas Stars e si qualificano per la prima volta nella loro storia alle finali di conference, dovendo affrontare una squadra sfavorita dai pronostici, ovvero i Minnesota Wild (squadra fondata appena tre anni prima). Con un netto 4-0 a proprio favore, i Ducks battono i Wild grazie a ben 3 shutout del proprio portiere Jean-Sébastien Giguère e per la prima volta nella loro storia vincono il titolo della Western Conference e accedono alle finali di Stanley Cup.
Le finali di Stanley Cup del 2003 vedono i Ducks affrontare i New Jersey Devils, nelle quali si sfidano i due fratelli Niedermayer (Rob Niedermayer gioca con i Ducks, Scott con i Devils) e due portieri franco-canadesi, Giguère per i Ducks e Martin Brodeur per i Devils. Nelle prime cinque gare è sempre la squadra di casa che si aggiudica i rispettivi incontri. In gara 6 Kariya viene colpito duramente dal capitano dei Devils Scott Stevens e deve abbandonare la partita, per poi ritornare in campo nel secondo periodo, segnando il quarto gol della gara che finisce 5-2 per i suoi Ducks, rimandando tutto alla decisiva gara 7 nel New Jersey. In quest'ultima gara combattutissima, i Ducks si vedono sconfitti per 3-0 e la coppa va ai Devils. Per le sue eccellenti prestazioni (un record in postseason di 15-6, 7-0 nell'overtime, una media gol incassati di 1.62 e una percentuale parate di .945), Giguère vince il Conn Smythe Trophy come miglior giocatore dei playoff, diventando il 5º giocatore nella storia della NHL a vincere il trofeo pur non avendo vinto la Stanley Cup.

### L'era di Pronger, il ritorno di Selanne e ilrebrandingdella franchigia (2003-2007)
Nonostante la promessa di riportare la squadra alle finali di Stanley Cup, Paul Kariya lascia i Ducks e raggiunge Teemu Selanne ai Colorado Avalanche. La stagione 2003-2004 è un'annata da dimenticare per i Ducks, con un Jean-Sébastien Giguère nettamente sotto il livello della stagione precedente. Nonostante i nuovi arrivati Sergei Fedorov e Vaclav Prospal, la squadra finisce al 12º posto la regular season, con un record di 29-35-10-8. Le statistiche di Giguère sono lo specchio della stagione: una media gol subiti schizzata da 2.30 a 2.62, una percentuale parate da .914 a .907 e solo 3 shutout in tutta la stagione. Anche il numero di gol segnati dalla squadra è sceso dai 203 della stagione precedente a 174.
Durante l'estate del 2004, con le trattative tra il sindacato dei giocatori NHL e la lega in pieno stallo per il rinnovo del contratto collettivo e con un lungo lockout in vista, la Disney tenta di cedere la proprietà della squadra ma riceve soltanto un'offerta più bassa rispetto alle sue aspettative, ovvero di 40 milioni di dollari (ben più bassa rispetto al valore di acquisto). L'anno successivo, nel 2005, il co-fondatore della Broadcom Corporation, Henry Samueli (di Irvine, California) insieme a sua moglie Susan ufficializzano l'accordo raggiunto con la Disney per l'acquisto della squadra per un valore di 75 milioni di dollari. Il 20 giugno 2005 i Samueli dichiarano di non voler trasferire la squadra in un'altra città e nominano Brian Burke (proveniente dai Vancouver Canucks) come nuovo general manager e vice-presidente esecutivo dei Ducks.
Il 1º agosto 2005 viene nominato il nuovo allenatore: si tratta dell'ex-giocatore Randy Carlyle, vecchia conoscenza di Burke dato che il nuovo head coach aveva allenato i Manitoba Moose dal 1996 al 2001 e dal 2004 al 2005 (la squadra era affiliata ai Vancouver Canucks), che appunto va a sostituire Mike Babcock (che diventerà l'allenatore dei Detroit Red Wings). La nuova dirigenza si impegna subito nel rinforzare la squadra ingaggiando il difensore Scott Niedermayer, che in tal modo si unisce a suo fratello Rob e che viene nominato immediatamente capitano della squadra. Il successivo 22 agosto 2005 avviene il ritorno di Teemu Selanne in maglia Ducks, successivo ad un'operazione al ginocchio. Per Selanne sarà una stagione eccellente da 90 punti (40 gol e 50 assist), con il suo 1000º punto in carriera ottenuto il 30 gennaio 2006.

### 2006-2007
Nella stagione 2006-2007 gli Anaheim Ducks scrivono un capitolo importante della loro storia: dopo 4 anni dalla loro prima, e fino ad allora unica, finale NHL, i californiani raggiungono nuovamente la finale. Questa volta vincono la Stanley Cup, sconfiggendo in 5 partite gli Ottawa Senators. Il coach Randy Carlyle e i suoi ragazzi regalano alla franchigia il primo titolo NHL dopo 14 anni dalla loro fondazione.

## Logo e divisa
Dopo il cambio di nome del 2006, la caratteristica maschera a forma di papero con i bastoni incrociati è stata sostituita dalla scritta Ducks in oro, con la lettera D formata dall'impronta di un papero.
Le maglie sono di colore nero con finiture color oro, bianco e arancione, con il logo sul davanti. La maglia da trasferta è di color bianco con finiture color oro, nero e arancione, con il logo davanti. Il team non dispone attualmente di una terza maglia: secondo le regole della NHL potrà essere introdotta solo dalla stagione 2008-09, cioè dopo due anni dalla modifica di quelle ufficiali.

## Giocatori

### Rosa attuale
http://ducks.nhl.com/club/roster.htm

### Onorificenze ai giocatori e alla squadra

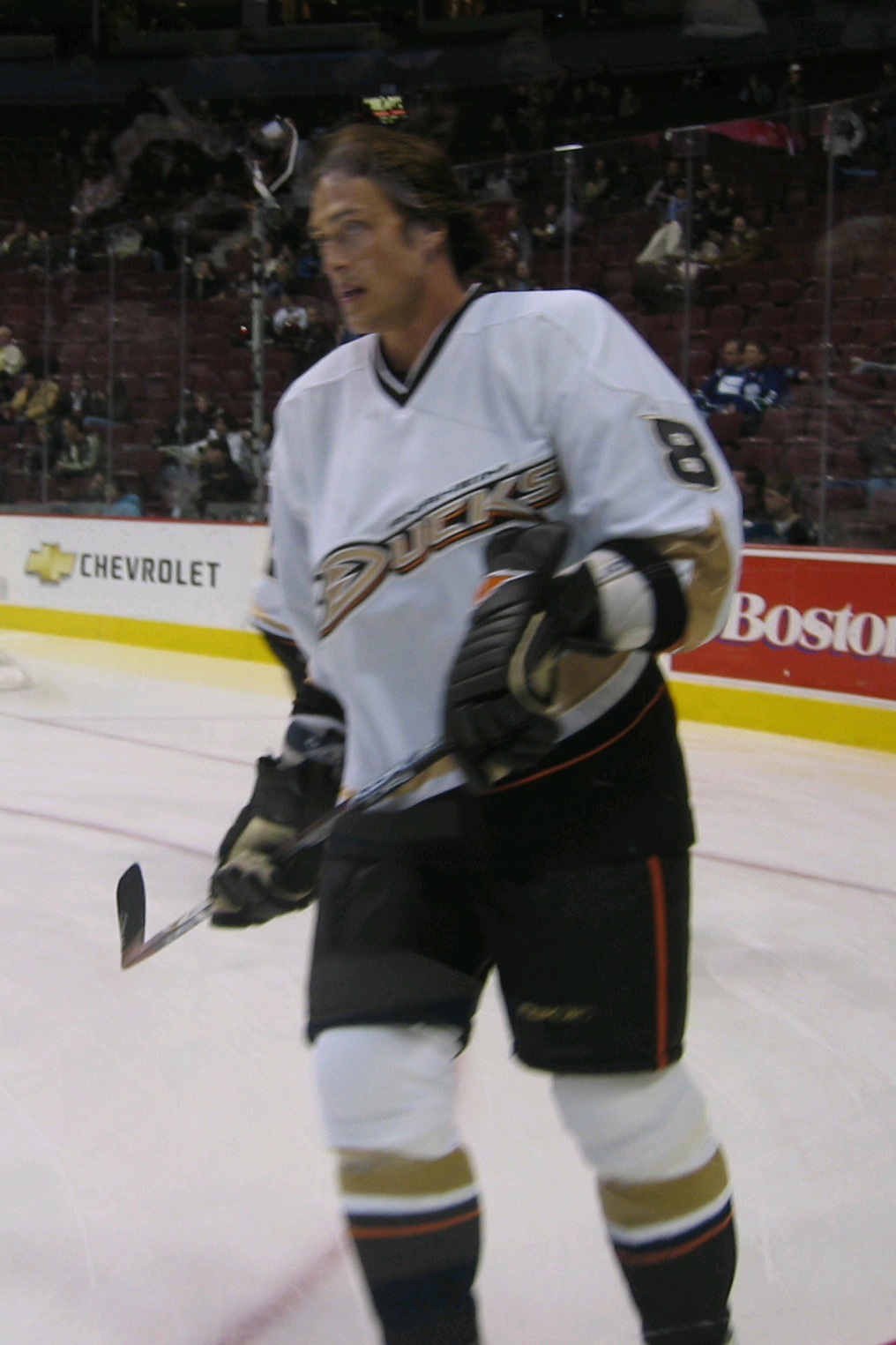
Teemu Selänne è stato un vincitore del Bill Masterton Memorial Trophy e del Rocket Richard Trophy

### Premi e trofei NHL
Stanley Cup
- 2006–07

Clarence S. Campbell Bowl
- 2002–03, 2006–07

Conn Smythe Trophy
- Jean-Sebastien Giguere: 2002–03
- Scott Niedermayer: 2006–07

Lady Byng Memorial Trophy
- Paul Kariya: 1995–96, 1996–97

Maurice "Rocket" Richard Trophy
- Teemu Selänne: 1998–99
- Corey Perry: 2010–11

Bill Masterton Memorial Trophy
- Teemu Selänne: 2005–06

Postseason All-Star Team
- First Team
- Teemu Selänne: 1996–97
- Scott Niedermayer: 2005–06, 2006–07
- Paul Kariya: 1995–96, 1996–97, 1998–99
- Second Team
- Teemu Selänne: 1997–98, 1998–99
- Paul Kariya: 1999–00, 2002–03
- Chris Pronger: 2006–07

NHL All-Rookie Team
- Paul Kariya: 1994–95
- Bobby Ryan: 2008–09

### Hall of Famers
- Jari Kurri, RW, 1996–97, inducted 2001

### Scelte del primo giro nel draft
- 1993: Paul Kariya (4ª assoluta)
- 1994: Oleg Tverdovsky (2ª assoluta)
- 1995: Chad Kilger (4ª assoluta)
- 1996: Ruslan Salei (9ª assoluta)
- 1997: Michael Holmqvist (18ª assoluta)
- 1998: Vitaly Vishnevsky (5ª assoluta)
- 1999: Nessuna
- 2000: Alexei Smirnov (12ª assoluta)
- 2001: Stanislav Chistov (5ª assoluta)
- 2002: Joffrey Lupul (7ª assoluta)
- 2003: Ryan Getzlaf (19ª assoluta) e Corey Perry (28ª assoluta)
- 2004: Ladislav Smid (9ª assoluta)
- 2005: Bobby Ryan (2ª assoluta)
- 2006: Mark Mitera (19ª assoluta)
- 2007: Logan MacMillan (19ª assoluta)
- 2008: Jake Gardiner (17ª assoluta)
- 2009: Peter Holland (15ª assoluta) e Kyle Palmieri (26ª assoluta)
- 2010: Cam Fowler (12ª assoluta) e Emerson Etem (29ª assoluta)
- 2011: Rickard Rakell (30ª assoluta)
- 2012: Hampus Lindholm (6ª assoluta)
- 2013: Shea Theodore (26ª assoluta)
- 2014: Nicholas Ritchie (10ª assoluta)
- 2015: Jacob Larsson (27ª assoluta)
- 2016: Max Jones (24ª assoluta) e Sam Steel (30ª assoluta)
- 2017: Nessuna
- 2018: Isac Lundeström (23ª assoluta)
- 2019: Trevor John Zegras (9ª assoluta) e Brayden Tracey (29ª assoluta)
- 2020: Jamie Drysdale (6ª assoluta) e Jacob Perreault (27ª assoluta)
- 2021: Mason McTavish (3ª assoluta)
- 2022: Pavel Mintyukov (10ª assoluta) e Nathan Gaucher (22ª assoluta)
- 2023: Leo Carlsson (2ª assoluta)

### Capocannonieri della franchigia
Questi sono i migliori dieci capocannonieri a punti nella storia della franchigia. Le statistiche vengono aggiornate al termine delle stagioni NHL.
Note: Pos = Posizione; PG = Partite Giocate; G = Goal; A = Assist; Pt = Punti; PP = Punti per Partita; * = giocatori attivi
| Giocatore         | Pos | PG  | G   | A   | Pt  | PP   |
| Teemu Selänne*    | RW  | 769 | 410 | 461 | 871 | 1.13 |
| Paul Kariya       | LW  | 606 | 300 | 369 | 669 | 1.10 |
| Steve Rucchin     | C   | 616 | 153 | 279 | 432 | .70  |
| Ryan Getzlaf*     | C   | 430 | 126 | 289 | 415 | .96  |
| Corey Perry*      | RW  | 450 | 168 | 201 | 369 | .82  |
| Scott Niedermayer | D   | 371 | 60  | 204 | 264 | .71  |
| Andy McDonald     | C   | 391 | 92  | 167 | 259 | .66  |
| Bobby Ryan*       | RW  | 250 | 105 | 97  | 202 | .82  |
| Matt Cullen       | C   | 427 | 65  | 135 | 200 | .47  |
| Chris Kunitz      | LW  | 313 | 81  | 111 | 192 | .61  |

| Player         | Pos | G   |
| Teemu Selänne* | RW  | 410 |
| Paul Kariya    | LW  | 300 |
| Corey Perry*   | RW  | 168 |
| Steve Rucchin  | C   | 153 |
| Ryan Getzlaf*  | C   | 126 |
| Bobby Ryan*    | RW  | 105 |
| Andy McDonald  | C   | 92  |
| Chris Kunitz   | LW  | 81  |
| Matt Cullen    | C   | 65  |
| Petr Sýkora    | RW  | 64  |

| Player            | Pos | A   |
| Teemu Selänne*    | RW  | 461 |
| Paul Kariya       | LW  | 369 |
| Ryan Getzlaf*     | C   | 289 |
| Steve Rucchin     | C   | 279 |
| Scott Niedermayer | D   | 204 |
| Corey Perry*      | RW  | 201 |
| Andy McDonald     | C   | 167 |
| Matt Cullen       | C   | 135 |
| Oleg Tverdovsky   | D   | 125 |
| Chris Pronger     | D   | 114 |

### Record individuali della franchigia
- Più goal in una stagione: Teemu Selänne, 52 (1997–98)
- Più assist in una stagione: Ryan Getzlaf, 66 (2008–09)
- Più punti in una stagione: Teemu Selänne, 109 (1996–97)
- Più minuti di penalità in una stagione: Todd Ewen, 285 (1995–96)
- Più goal in una stagione da difensore: Lubomir Visnovsky, 18 (2010–11)
- Più assist in una stagione da difensore: Scott Niedermayer, 54 (2006–07)
- Più punti in una stagione da difensore: Scott Niedermayer, 69 (2006–07)
- Più goal in una stagione da rookie: Bobby Ryan, 31 (2008–09)
- Più punti in una stagione da rookie: Bobby Ryan, 57 (2008–09)
- Più vittorie in una stagione: Jean-Sebastien Giguere, 36 (2006–07)
- Più shutout in una stagione: Jean-Sebastien Giguere, 8 (2002–03)

## Premi e trofei
Stanley Cup
- 2006-07

Clarence S. Campbell Bowl
- 2002-03, 2006-07

Bill Masterton Memorial Trophy
- Teemu Selänne: 2005-06

Conn Smythe Trophy
- Jean-Sébastien Giguère: 2002-03

Lady Byng Memorial Trophy
- Paul Kariya: 1995-96, 1996-97

Rocket Richard Trophy
- Teemu Selänne: 1998-99

## Record di squadra
- Goal in una stagione: Teemu Selänne, 52 (1997-98)
- Assist in una stagione: Paul Kariya, 62 (1998-99)
- Punti in una stagione: Teemu Selänne, 109 (1996-97)
- Minuti di penalità in una stagione: Todd Ewen, 285 (1995-96)
- Difensore con più punti in una stagione: Scott Niedermayer, 69 (2006-07)
- Esordiente con più punti in una stagione: Dustin Penner, 45 (2006-07)
- Vittorie in una stagione: Jean-Sébastien Giguère, 36 (2006-07)
- Shutout in una stagione: Jean-Sébastien Giguère, 8 (2002-03)
- Hat trick registrato dal giocatore più giovane: Leo Carlsson, 18 anni e 319 giorni (2023-24)